# Edith Lorand

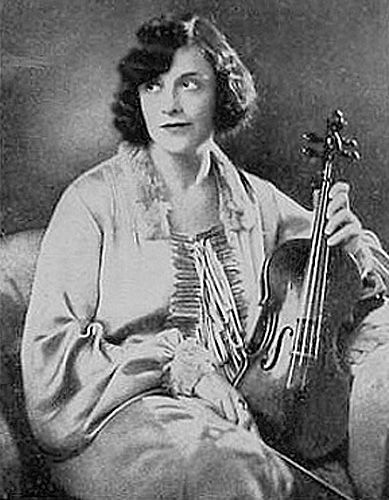
Edith Lorand

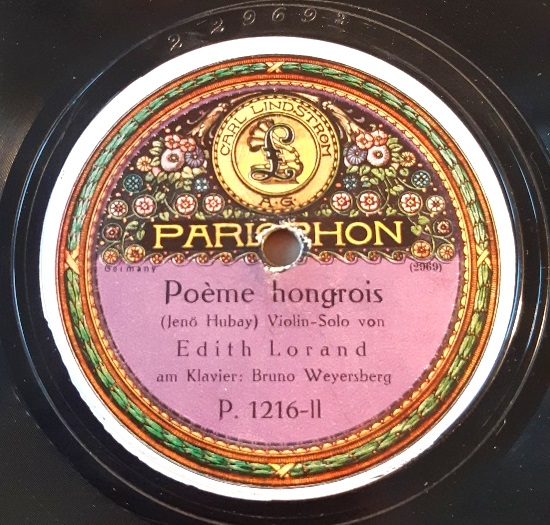
Edith Lorands erste veröffentlichte Schallplatte (Berlin 1. Juli 1920)

Edith Lorand (* 17. Dezember 1898 in Budapest; † 23. November 1960 in New York) war eine ungarisch-amerikanische Violinvirtuosin und Orchesterleiterin.

## Jugend und Studium in Budapest
Edith Lorand entstammte einer ungarisch-jüdischen Familie und wuchs in Budapest auf. Ihr Vater war Direktor einer Ölraffinerie, ihre Mutter eine aus Österreich stammende Pianistin mit italienischen Wurzeln. Lorand studierte an der Königlichen Musikakademie Budapest bei Jenő Hubay und Carl Flesch, 1920 debütierte sie in Wien.

## Karriere in Berlin, Aufnahmen für die Lindström A.G.
In den 1920er Jahren machte Edith Lorand Berlin zu ihrem Lebensmittelpunkt. Lorand war sowohl mit E als auch mit U-Musik erfolgreich. Neben Konzerten und spektakulären „Show-Auftritten“ wurde sie durch zahlreiche Plattenaufnahmen und Radiosendungen bekannt. Seit 1923 war sie beim Lindström-Konzern unter Vertrag. Die Verkaufszahlen der späten 1920er Jahre zeigen, dass Lorand zu den „Spitzenstars der Schallplattenindustrie“ gehörte.

## Ensembles
Edith Lorand spielte zunächst als Solistin, begleitet von Frieder Weißmann (1893–1984) oder Michael Raucheisen (1889–1984) am Piano, zahlreiche Titel ein. Sie gründete darüber hinaus das „Edith Lorand-Trio“ (Edith Lorand, Violine, Michael Raucheisen, Klavier, und Gregor Piatigorsky (1903–1976) bzw. Hans Schrader, Violoncello) und das „Edith Lorand-Quartett“ (mit  Heinemann, zweite Violine). Außerdem trat Edith Lorand mit einem 15-köpfigen, vom Lindström-Konzern zusammengestellten „Herrenorchester“ auf. Das glamouröse „Edith Lorand-Orchester“ gehörte zu den bekanntesten Kapellen der Weimarer Republik, u. a. durch Auftritte im Berliner Admiralspalast. In ihrer Doppelrolle als Violinvirtuosin und Orchesterleiterin wurde Lorand schnell zum Star, gleichzeitig auch zum Symbol der Frauenemanzipation der 1920er Jahre.

## Repertoire
Wiener Walzer, ungarische und slawische Volksweisen waren Lorands „ureigenste Domäne“ Kammermusikalisch bevorzugte sie die Wiener Klassik (u. a. Beethoven und Schubert). Mit Violinkompositionen von Mozart, Mendelssohn und Hubay trat sie außerdem solistisch auf. Zum festen Repertoire ihre Orchesters gehörten – dem Zeitgeschmack entsprechend – auch Salonmusik, Operettenbearbeitungen, populäre Klassik und Tanzmusik.

## Europäische Erfolge
Von Berlin aus bereiste das „Edith Lorand-Orchester“ ganz Europa. Die französische Presse ernannte Lorand zur „Königin des Walzers“, das englische Publikum zum „Female Johann Strauß“.

## Ausgrenzung durch NS-Kulturpolitik, Emigration in die USA
Durch die nationalsozialistische Kulturpolitik wurden Edith Lorands Arbeits- und Auftrittsmöglichkeiten ab 1934 zunehmend eingeschränkt. Ihr Name wurde exemplarisch in rassenideologischen Propagandaschriften aufgelistet, ihr Vertrag bei Lindström lief ohne Aussicht auf Verlängerung aus. Sie ging deshalb zunächst wieder nach Ungarn zurück und baute dort ein „All-Gipsy-Orchestra“ auf, mit dem sie 1935 u. a. in der New Yorker Carnegie Hall gastierte. Wegen der unsicheren politischen Situation in Ungarn emigrierte Lorand 1937 endgültig in die Vereinigten Staaten, nahm deren Staatsbürgerschaft an und heiratete den Illustrator Egon Hood. Mit ihrem „Hungarian“ oder „Viennese Orchestra“ konzertierte sie weiterhin, konnte aber an ihre Erfolge der 1920er und 1930er Jahre nicht anknüpfen. 1960, kurz vor ihrem Tod, kehrte Edith Lorand noch einmal nach Berlin zurück.